# Cyborg (DC Comics)
Cyborg (Victor "Vic" Stone) é um super-herói das histórias em quadrinhos publicadas pela DC Comics. O personagem foi criado pelo escritor Marv Wolfman e pelo artista George Pérez, e fez a sua primeira aparição na DC Comics Presents #26 (outubro de 1980). Originalmente integrante dos Novos Titãs, Cyborg foi estabelecido como membro fundador da Liga da Justiça no reboot de 2011 das HQ's da DC Comics.